# Parc Hockey Club
Parc Auderghem Hockey Club is een Belgische hockeyclub uit Oudergem.

## Geschiedenis
Enige jaren na de Tweede Wereldoorlog kwam het bovenplateau van het Woluwepark in het beheer van het Ministerie van Openbare Werken. Er was een sportcentrum gevestigd - dat bestond uit een voetbalveld en enkele tennisvelden - voor ambtenaren van deze overheidsdienst.
Op initiatief van Jean Legros - die na contacten met de KBHB was aangesteld als coach van het nationaal vrouwenteam - werd er in 1953 een dameshockeyploeg opgericht: Park Hockey Club Woluwé. Circa twee jaar later volgden ook de oprichting van een heren-, scholieren- en kadettenploeg. Een eerste groot succes volgde in 1964 toen de herenploeg (toen nog actief in derde divisie) de Beker van België won. De twee daarop volgende seizoenen slaagde het herenteam erin telkens de promotie af te dwingen en zo door te stoten naar de eerste divisie, alwaar ze zeven seizoenen actief bleven. Verschillende spelers uit deze periode (waaronder Guy Miserque en Marc Legros) werden opgeroepen voor de nationale ploeg en ontvingen de Gouden Stick.
In 1981 werd onder voorzitterschap van Thierry Maison de club (die tot dan nog steeds was voorbehouden voor ambtenaren, met uitzondering voor de eerste ploeg) omgevormd tot een asbl en verhuisde de club naar haar huidige locatie, het 'Centre Sportif de la Forêt de Soignes'. Hierdoor groeide de club van ± 80 leden tot circa 1250 in 2017. Het damesteam beleefde haar sportieve hoogtepunt in 2002, toen ze er in slaagde de tremble (landskampioen in zowel de veld- als zaalcompetitie, alsook eindwinst in de Beker van België) te behalen. De daaropvolgende jaren behaalden ze nog drie zaaltitels (2003, 2005 en 2008).

## Structuur
De club is aangesloten bij de KBHB met stamnummer 117. Ze is gevestigd in het Centre Sportif Forêt de Soignes in de Charles Schallerlaan 50 te Oudergem, alwaar ze beschikt over twee watervelden. Huidig secretaris-generaal is Maïté Dequinze, administratief secretaris is Dominique Zimmermann.

## Palmares
Heren
- 1x Winnaar Beker van België (veld): 1964

Dames
- 1x Landskampioen (veld): 2002
- 4x Landskampioen (zaal): 2002, 2003, 2005 en 2008
- 1x Winnaar Beker van België (veld): 2002

## Bekende (ex-)spelers
- Anne-France Biart
- Delphine Biart
- Thibault Collin
- Cécile Dekeyser
- Barbara Dequinze
- Maïté Dequinze
- Anne-Sophie De Scheemaekere
- Virginie Hermans
- Antoine Houbart
- Jérôme Houbart
- Patrice Houssein
- Marc Legros
- Philippe Maison
- Guy Miserque
- Olivier Nailis
- Céline Robiette
- Sophie Turine
- Philippe Van Hemelen
- Morgane Vouche